# Мэлоун, Тина
Ти́на Мэло́ун-Чейз (англ. Tina Malone-Chase; 30 января 1963, Токстеф, Ливерпуль, Мерсисайд, Англия, Великобритания) — английская актриса, кинорежиссёр, сценарист и кинопродюсер.

## Биография
Тина Мэлоун родилась 30 января 1963 года в Токстефе (Ливерпуль, Мерсисайд, Англия, Великобритания) в семье Фрэнка и Олуин Мэлоунов.

## Карьера
Тина — английская актриса, кинорежиссёр, сценарист и кинопродюсер, начавшая карьеру в 1988 году.

## Личная жизнь
В 1980-х годах Тина состояла в фактическом браке. В этих отношениях Мэлоун родила своего первенца — дочь Данниэль Летицию Мэлоун (род.06.10.1982).
В 2010 году ей была сделана операция бариатрического шунтирования желудка и актриса за два года похудела со 130 до 50 кг.
С 29 августа 2010 года Тина замужем за Полом Чейзом. В этом браке Мэлоун родила свою вторую дочь — Флэйм Чейз (род.15.12.2013). Изначально, она ждала близнецов, но в июне 2013 года потеряла одного из них на 7-й неделе беременности.